# Trzebiatów (stacja kolejowa)
Trzebiatów – stacja kolejowa w Trzebiatowie, w województwie zachodniopomorskim, w Polsce. Według klasyfikacji PKP ma kategorię dworca lokalnego.

## Ruch pasażerski
| Rok  | Wymiana pasażerska na dobę |
| ---- | -------------------------- |
| 2017 | 200-299                    |
| 2022 | 300-399                    |

Przez stację przechodzi niezelektryfikowana linia kolejowa nr 402, z Goleniowa do Kołobrzegu.
Dawniej kończyła się tu także linia kolejowa Wysoka Kamieńska - Trzebiatów.
W Trzebiatowie znajdowała się tu stacja kolei wąskotorowej Trzebiatów Wąskotorowy na linii kolejowej Popiele - Gryfice Wąskotorowe.
Drugą linią kolei wąskotorowej była linia wybudowana w na początku XX wieku, która obsługiwała do niedawna w okresie letnim ruch turystyczny na odcinku Trzebiatów-Pogorzelica-Niechorze-Rewal-Trzęsacz-Gryfice. Zaniedbania techniczne na trasie spowodowały, że od 1999 roku linia ta jest wyłączona na odcinku Trzebiatów-Pogorzelica i kolejka jeździ tylko z Gryfic do Pogorzelicy.

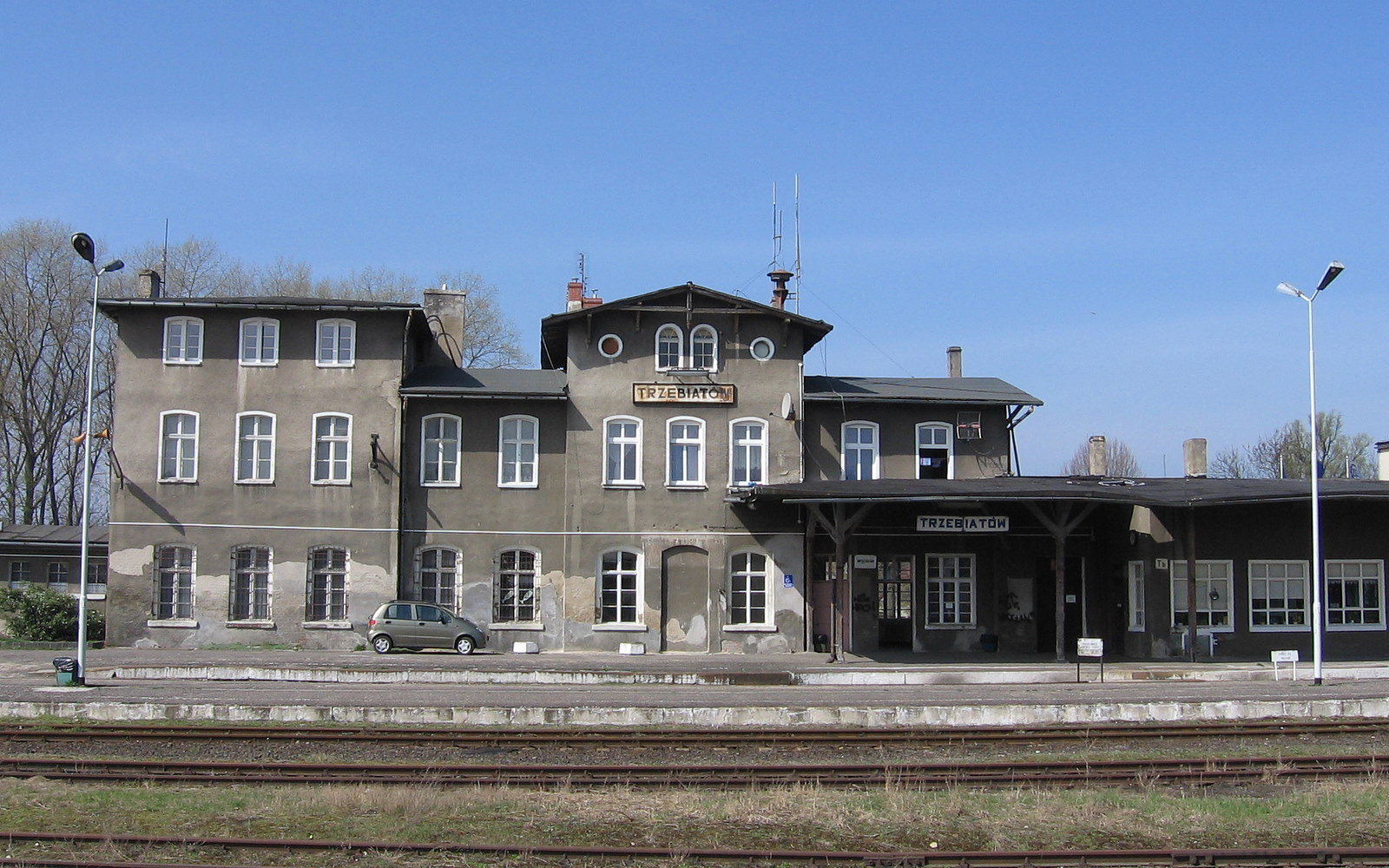
Dworzec kolejowy (2009)

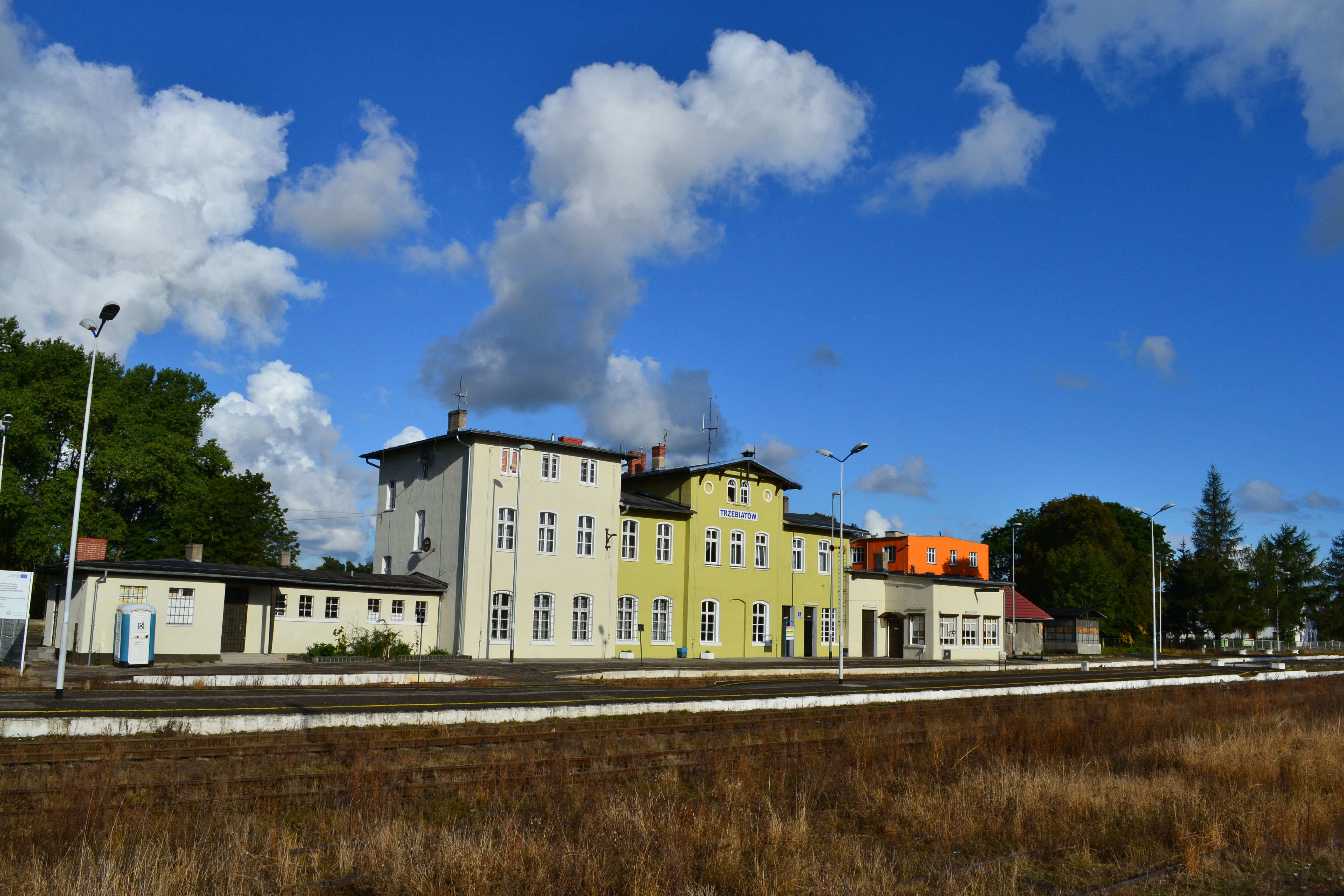
Dworzec kolejowy (2012)

## Połączenia
- Kołobrzeg
- Szczecin
- Gryfice
- Płoty
- Goleniów
- Nowogard